# RV Tauri
RV Tauri (RV Tau) är en stjärna i norra delen av stjärnbilden Oxen. Den har en genomsnittlig skenbar magnitud på +9,8 och kräver optiska hjälpmedel för att kunna observeras. Avståndet till RV Tauri har beräknats med olika metoder, inklusive modellering av atmosfären. Stjärnan är prototyp för en klass av pulserande variabler som kallas RV Tauri-variabler.
RV Tauri-stjärnor har visat sig följa ett reglerat förhållande mellan tid och ljusstyrka, och detta kan användas för att bekräfta ljusstyrkan och avståndet. RV Tauri beräknas befinna sig på ungefär 4 700 ljusårs (1 400 parsek) avstånd från solen.

## Variabilitet
RV Tauri upptäcktes 1905 av Lydia Ceraski som en variabel, och år 1907 visade det sig att den hade minima med växlande ljusstyrka. Under en period av 78,5 dygn visar den två maxima vid omkring magnitud 9,5, ett minimum runt magnitud 10,0 och ett annat minimum ca 0,5 enheter mindre. Denna magnitudförändring orsakas av pulseringar. Temperaturen och radien varierar, vilket medför viss variation i ljusstyrkan men mestadels en skiftning av den utsända strålningen från synlig till infraröd. Spektraltypen, som varierar i linje med temperaturen, klassificeras som G2 vid dess ljusaste och M2 vid dess dunklaste fas. Förutom den grundläggande perioden som visar RV Tauri även små variationer i sin genomsnittliga magnitud under en period av 1 226 dygn. Maxima och minima i varje period varierar med flera tiondelar av en magnitud utan någon tydlig regelbundenhet.

## Egenskaper
RV Tauri är en gul till vit superjättestjärna av spektralklass G2 eIa-M2 Ia. Den har en massa som är ca 50 procent större än solens massa, en radie som är ca 83 gånger större än solens och utsänder ca 2 450 gånger mera energi än solen från dess fotosfär vid en effektiv temperatur på ca 4 500 K. Ytmängden av tunga element har ökat, efter att troligen ha sugits upp under en tidigare AGB-fas. I synnerhet koldioxid visar ett starkt överskott.
RV Tauri är omgiven av en stoftskiva, en vanlig egenskap hos RV Tauri-variabler. Det har föreslagits att bildningen av skivan är relaterad till en följeslagare, men ingen sådan har observerats.
RV Tauri är i sin utveckling sannolikt i en fas efter asymptotiska jättegrenen (AGB), en ursprungligen solliknande stjärna som befinner sig i livets slutfaser precis före utskjutningen av en planetarisk nebulosa och kontraktion till en vit dvärg. Den ger insikt om liv och död av stjärnor liknande solen. Utvecklingsmodeller visar att det tar ungefär 10 miljarder år för en stjärna av solens storlek att nå den asymptotiska jättegrenen.